# Jorge Padilla
Jorge Antonio „Toro” Padilla Leal (ur. 6 września 1993 w Guadalajarze) – meksykański piłkarz występujący na pozycji prawego obrońcy, od 2024 roku zawodnik andorskiego Rànger’s.